# Mycalesis arabella
Mycalesis arabella är en fjärilsart som beskrevs av Hans Fruhstorfer 1906. Mycalesis arabella ingår i släktet Mycalesis och familjen praktfjärilar. Inga underarter finns listade i Catalogue of Life.